# Vandalisme

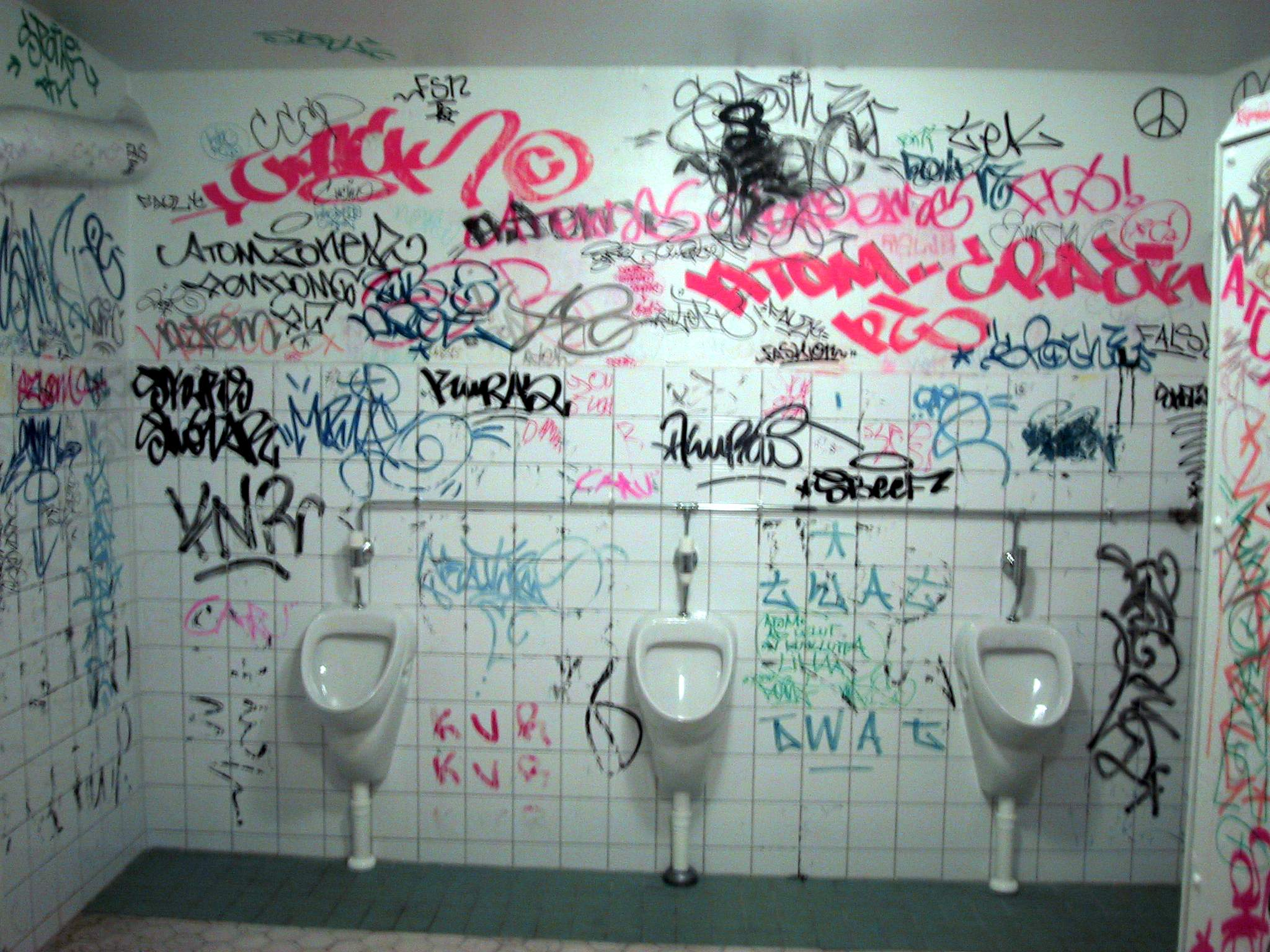
Letrinàlies

Si us esteu referint al vandalisme en la Viquipèdia, vegeu Viquipèdia:Vandalisme
El vandalisme és una tendència a destruir, per gust pervers, per vana ostentació de força o per ignorància obres d'art, bens públics o qualsevol patrimoni. Els grafits i letrinàlies poden ser considerats una forma de vandalisme, encara que també una forma d'art, segons el contingut del grafit i el lloc on es fan. És una forma d'incivisme.
Aquesta denominació es refereix figuradament als atacs dels vàndals contra de l'Imperi Romà. El terme va ser probablement utilitzat per primera vegada el 10 de gener de 1794 durant la Revolució Francesa per Henri Grégoire, bisbe constitucional de Blois, en un informe dirigit a la Convenció, on va utilitzar aquesta paraula per descriure certs aspectes del comportament de l'exèrcit republicà.
S'ha de distingir el vandalisme nihilista, sense qualsevol fi de la destrucció d'objectes considerats com a símbols d'un poder vituperat. Al llarg de la història, la destrucció de monuments o símbols d'un règim anterior ha estat una expressió significatiua de transició del poder.
Amb l'aparició i desenvolupament d'Internet va arribar el vandalisme virtual: les modificacions no autoritzades ni desitjades de pàgines web per furoners. Als wikis, qualsevol pot crear i editar pàgines, per la qual cosa el vandalisme és fàcil i un recurrent tema de discussió entre els col·laboradors. És el cas, per exemple, de la Viquipèdia.